# Angelo Torriglia
Angelo Torriglia (Tortona, 2 agosto 1926 – Tortona, 25 ottobre 2001) è stato un calciatore italiano.

## Carriera
Giocò prevalentemente tra serie B e C, ma riuscì totalizzare 13 presenze in A con la maglia del Livorno.
La prima stagione a Cagliari, in serie B fu per lui la più prolifica: segnò la bellezza di 13 reti. Concluse la sua carriera proprio in Sardegna con la maglia della Carbosarda (l'odierna Carbonia) dopo cinque stagioni nella squadra del capoluogo.

## Palmarès

### Club

#### Competizioni nazionali
- Serie C: 1

Cagliari: 1951-1952